# Cantone di Sennecey-le-Grand
Il Cantone di Sennecey-le-Grand era una divisione amministrativa dell'arrondissement di Chalon-sur-Saône.
È stato soppresso a seguito della riforma complessiva dei cantoni del 2014, che è entrata in vigore con le elezioni dipartimentali del 2015.
Comprendeva i comuni di:
- Beaumont-sur-Grosne
- Boyer
- Bresse-sur-Grosne
- Champagny-sous-Uxelles
- La Chapelle-de-Bragny
- Étrigny
- Gigny-sur-Saône
- Jugy
- Laives
- Lalheue
- Mancey
- Montceaux-Ragny
- Nanton
- Saint-Ambreuil
- Saint-Cyr
- Sennecey-le-Grand
- Vers